# Humming (film)
Humming (허밍?, HeomingLR) è un film del 2008 diretto da Lee Min-ho.

## Trama
Joon-seo è insoddisfatto della sua relazione con Mi-yeon, un'istruttrice subacquea; proprio mentre progetta di partire per un viaggio di ricerca, così da avere tempo di riflettere sul loro futuro, scopre che Mi-yeon ha avuto un incidente ed è finita in un coma che potrebbe anche essere irreversibile.

## Distribuzione
In Corea del Sud la pellicola è stata distribuita a livello nazionale dalla Lotte Entertainment, a partire dal 13 marzo 2008.